# Future Guernesey
Future Guernesey — anciennement Partenariat des indépendants de Guernesey (en anglais : Guernsey Partnership of Independents) — est un parti politique fondé en 2020 à Guernesey par Gavin St Pier.

## Histoire
Le Partenariat des indépendants de Guernesey est formée en 2020 par Gavin St Pier alors président du comité de la politique et des ressources de Guernesey.
Le parti n'impose pas de consigne de vote à ses membres et fonctionne de fait comme un groupement d'indépendants, en accord avec son nom.
Lors des élections législatives de 2020 le parti présente 21 candidats, dont 10 réussissent à être élus aux États de Guernesey.
Le parti change de nom en décembre 2021 et devient Future Guernesey.

## Résultats
| Année | Voix    | %     | Élus    | Rang |
| ----- | ------- | ----- | ------- | ---- |
| 2020  | 153 119 | 24,02 | 10 / 40 | 1er  |